# Japan Open Tennis Championships 1990 - Doppio femminile
Il doppio femminile  del torneo di tennis Japan Open Tennis Championships 1990, facente parte del WTA Tour 1990, ha avuto come vincitrici Kathy Jordan e Elizabeth Smylie che hanno battuto in finale Hu Na e Michelle Jaggard con il punteggio di 6–0, 3–6, 6–1.

## Teste di serie
1. Lori McNeil /  Robin White (semifinali)
2. Kathy Jordan /  Elizabeth Smylie (campionesse)

1. Betsy Nagelsen /  Eva Pfaff (quarti di finale)
2. Jill Hetherington /  Anne Minter (primo turno)

## Tabellone

### Legenda
| - Q = Qualificato - WC = Wild card - LL = Lucky loser | - ALT = Alternate - SE = Special Exempt - PR = Protected Ranking | - w/o = Walkover - r = Ritirato - d = Squalificato |